# Annus József
Annus József (Püspöklele, 1940. május 6. – Deszk, 2005. december 10.) magyar író, szerkesztő, országgyűlési képviselő.

## Életpályája
Szülei: Annus József (1913-1996) és Putyora Erzsébet (1916-1976) voltak. Főiskolai tanulmányait a Tanítóképző Főiskolán járta, Szegeden, 1954–1959 között. 1959–1961 között a királyhegyesi, 1961–1968 között pedig a nagylaki általános iskolában tanított, miközben írni kezdett. 1968–1970 között a Csongrád Megyei Hírlap munkatársa volt. 1970–1971 között a Tiszatáj című irodalmi folyóirat segédszerkesztője volt. 1971–1972 között olvasószerkesztő, 1972–1986 között pedig főszerkesztő-helyettes volt. 1986-ban a lap működését felfüggesztették, állásából eltávolították. 1986–1988 között a Móra Ferenc Múzeum gyűjteménykezelője volt. 1988–1989 között a Móra Ferenc Könyvkiadó szegedi szerkesztője volt. 1989-ben rehabilitálták. 1989–1996 között a Tiszatáj főszerkesztője volt. 1996–2000 között a Szabad Föld főszerkesztője volt. 1989–1998 között az Írószövetség elnökségi tagja volt.
1967–1989 között a Magyar Szocialista Munkáspárt, 1989–től az MSZP tagja volt. 1990–1998 között országgyűlési képviselő, 1990–1994 között a honvédelmi bizottság tagja volt.
2005. december 14-én hunyt el Deszken.
Írói világa elsősorban a paraszti élethez és az onnan származó értelmiségiek sorsfordulóihoz kapcsolódott.

### Kapcsolata az állambiztonsággal
„Tihanyi”, majd „Csanádi” néven is szerepelt az állambiztonság beszervezettjei között, de állítólagos beszervezését 1978-ban tudta nélkül végezték, a vele való beszélgetéseket úgy jelentve, mintha a nevezett ügynök lenne. Saját kezűleg beszervezési nyilatkozatot nem írt alá, kárt ilyen minőségben senkinek sem okozott.

## Művei
- Pányván (novellák, 1977)
- Húsvéthétfő (kisregény, novellák, 1978)
- Szintén Fickó (ifjúsági regény, 1980)
- Kodács király csatái (mese, 1982)
- Esti üzenetek (novellák, 1984)
- Békebeli csaták (ifjúsági regény, 1986)
- Kánon (regény, 1989)
- Igazándi (ifjúsági regény, 1991)
- A meggyfa magasában (novellák, 1997)
- Eltérített Pegazus (emlékezések, irodalmi anekdoták, 2003)